# París-Niça 1956
La París-Niça 1956 fou la 14a edició de la París-Niça. És un cursa ciclista que es va disputar entre el 13 i el 17 de març de 1956. La cursa fou guanyada pel belga Alfred de Bruyne, de l'equip Mercier-BP, per davant dels francesos del conjunt Saint Raphael-Geminiani Pierre Barbotin i François Mahé. El conjunt Saint Raphael-Geminiani s'imposà en la classificació per equips.
Inicialment es va crear una classificació de metes volants però al final no es va posar en pràctica.

## Participants
En aquesta edició de la París-Niça hi preneren part 87 corredors dividits en 11 equips: Mercier-BP, Nivea-Fuchs, Elve-Peugeot, Arbos-Bif-Clement, Faema-Van Hauwaert, Helyett-Felix Potin- ACBB, Rochet, Bertin, Saint Raphael-Geminiani, Follis i Alcyon. La prova l'acabaren 44 corredors.

## Resultats de les etapes
| Etapes              | Data       | Recorregut            | Km     | Vencedor d'etapa | Líder de la general |
| ------------------- | ---------- | --------------------- | ------ | ---------------- | ------------------- |
| 1a etapa            | 13 de març | París - Clamecy       | 195 km | Alfred de Bruyne | Alfred de Bruyne    |
| 2a etapa            | 14 de març | Clamecy - Sant-Etiève | 279 km | Germain Derijcke | Germain Derijcke    |
| 3a etapa            | 15 de març | Sant-Etiève - Vergèze | 250 km | Germain Derijcke | Germain Derijcke    |
| 4a etapa, 1r sector | 16 de març | Nimes - Ate           | 90 km  | Camille Huyghe   | Germain Derijcke    |
| 4a etapa, 2n sector | 16 de març | Ate-Manosque (CRI)    | 52 km  | Alfred de Bruyne | Alfred de Bruyne    |
| 5a etapa            | 17 de març | Manosque - Niça       | 238 km | Renato Ponzini   | Alfred de Bruyne    |

## Etapes

### 1a etapa
13-03-1956. París - Clamecy, 195 km.
Sortida neutralitzada: A la Place de la Nation de París
Sortida real: Créteil.
|   | Ciclista          | Equip                   | Temps      |
| - | ----------------- | ----------------------- | ---------- |
| 1 | Alfred de Bruyne  | Mercier-BP              | 5h 00' 22" |
| 2 | Eugenio Bertoglio | Arbos-Bif-Clement       | m. t.      |
| 3 | François Mahé     | Saint Raphale-Geminiani | m. t.      |

### 2a etapa
14-03-1956. Nevers - Sant-Etiève, 279 km.
|   | Ciclista         | Equip                    | Temps      |
| - | ---------------- | ------------------------ | ---------- |
| 1 | Germain Derijcke | Faema-Van Hauwaert       | 7h 54' 13" |
| 2 | Rik van Looy     | Faema-Van Hauwaert       | + 37"      |
| 3 | Seamus Elliott   | Helyett-Felix-Potin-ACBB | m. t.      |

### 3a etapa
15-03-1956. Sant-Etiève - Vergèze, 250 km.
Jacques Anquetil perd 20 minuts per culpa de dues ciagudes i un pas a nivell tancat.
|   | Ciclista         | Equip              | Temps      |
| - | ---------------- | ------------------ | ---------- |
| 1 | Germain Derijcke | Faema-Van Hauwaert | 6h 31' 32" |
| 2 | Alfred de Bruyne | Mercier-BP         | m. t.      |
| 3 | Georges Gay      | Rochet             | m. t.      |

### 4a etapa, 1r sector
16-03-1956. Nimes - Ate, 90 km.
|   | Ciclista       | Equip                    | Temps      |
| - | -------------- | ------------------------ | ---------- |
| 1 | Camille Huyghe | Bertin                   | 2h 17' 55" |
| 2 | Gilbert Desmet | Bertin                   | m. t.      |
| 3 | Seamus Elliott | Helyett-Felix Potin-ACBB | m. t.      |

### 4a etapa, 2n sector
16-03-1956. Ate - Manosque, 52 km. (CRI)
L'arribada se situà al cim del Mont Dore.
|   | Ciclista         | Equip                    | Temps      |
| - | ---------------- | ------------------------ | ---------- |
| 1 | Alfred de Bruyne | Mercier-BP               | 1h 27' 18" |
| 2 | Pierre Barbotin  | Saint Raphael-Geminiani  | + 2' 28"   |
| 3 | Seamus Elliott   | Helyett-Felix Potin-ACBB | + 4' 08"   |

### 5a etapa
17-03-1956. Manosque - Niça, 238 km.
L'equip Faema-Van Hauwaert no pren la sortida per qüestions metereològiques.
La pujada al col d'Illoire es fa sobre una carretera gelada.
|   | Ciclista        | Equip              | Temps      |
| - | --------------- | ------------------ | ---------- |
| 1 | Renato Ponzini  | Arbos-Bif-Clement  | 7h 08' 18" |
| 2 | René Privat     | Mercier-BP         | m. t.      |
| 3 | Désiré Keteleer | Faema-Van Hauwaert | m. t.      |

## Classificacions finals

### Classificació general
|    | Ciclista         | Equip                   | Temps       |
| -- | ---------------- | ----------------------- | ----------- |
| 1  | Alfred de Bruyne | Mercier-BP              | 30h 23' 23" |
| 2  | Pierre Barbotin  | Saint Raphael-Geminiani | + 3' 58"    |
| 3  | François Mahé    | Saint Raphael-Geminiani | + 4' 36"    |
| 4  | Georges Meunier  | Rochet                  | + 6' 47"    |
| 5  | Camille Huyghe   | Bertin                  | + 6' 58"    |
| 6  | Jozef Verhelst   | Faema-Van Hauwaert      | + 7' 08"    |
| 7  | Gianni Ferlenghi | Arbos-Bif-Clement       | + 7' 52"    |
| 8  | Jean Dotto       | Saint Raphael-Geminiani | + 7' 55"    |
| 9  | René Privat      | Mercier-BP              | + 8' 24"    |
| 10 | Jean Forestier   | Follis                  | + 8' 30"    |

## Evolució de les classificacions
| Etapa (Vencedor)                       | Classificació general |
| -------------------------------------- | --------------------- |
| 0Etapa 1 (Alfred de Bruyne)            | Alfred de Bruyne      |
| 0Etapa 2 (Germain Derijcke)            | Germain Derijcke      |
| 0Etapa 3 (Germain Derijcke)            | Germain Derijcke      |
| 0Etapa 4, 1r sector (Camille Hyughe)   | Germain Derijcke      |
| 0Etapa 4, 2n sector (Alfred de Bruyne) | Alfred de Bruyne      |
| 0Etapa 5 (Renato Ponzini)              | Alfred de Bruyne      |